# Canal 10 (Guadeloupe)
 (octobre 2016).
Si vous disposez d'ouvrages ou d'articles de référence ou si vous connaissez des sites web de qualité traitant du thème abordé ici, merci de compléter l'article en donnant les références utiles à sa vérifiabilité et en les liant à la section « Notes et références ».
Pour les articles homonymes, voir Canal 10.
Canal 10 est une chaîne de télévision généraliste française privée de proximité diffusée dans le département d'outre-mer de la Guadeloupe, dans les langues française et créole.

## Histoire de la chaîne
Canal 10 est créé en 1986 par Michel Rodriguez et Alain Mees. La chaîne devient vite populaire en diffusant de grands rendez-vous sportifs comme le Tour cycliste international de la Guadeloupe, ainsi que des programmes piratés comme des films américains, des émissions étrangères et des clips vidéos. En infraction avec la loi, la CNCL lui refuse en 1987 l'autorisation d'émettre, mais Canal 10 reprend quand même ses émissions sans autorisation jusqu'au 17 novembre 1998 où elle signe une convention avec le CSA.
Le 28 avril 2010, le CSA autorise Canal 10 à diffuser ses programmes sur le multiplex Réseau Outre-Mer 1 de la TNT qui commence à émettre le 30 novembre 2010.

## Identité visuelle

### Logos

Logo de Canal 10 du 17 novembre 1998 jusqu'en août 2011
Logo de Canal 10 d'août 2011 à février 2012
Logo de Canal 10 de février 2012 à 2020
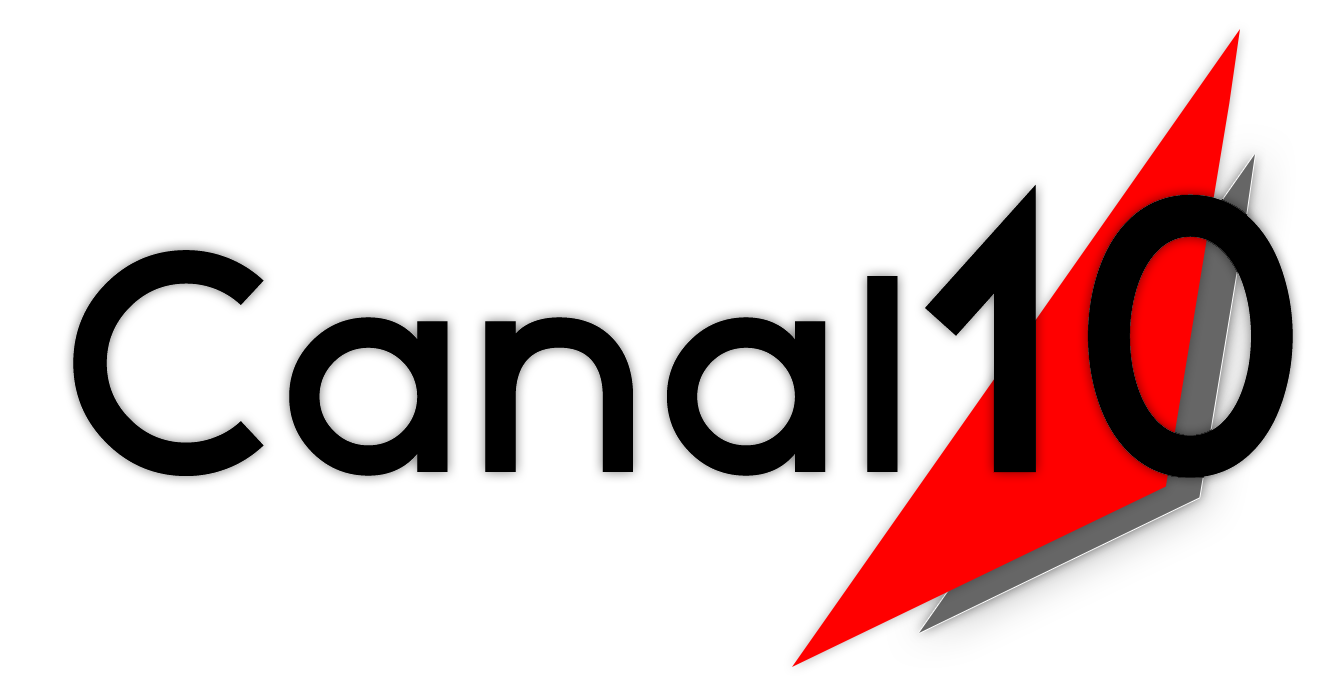
Logo de Canal 10 depuis 2020

### Slogans
- « Télé An Nou » (1998 - 2011)
- « La vie est belle » (2011-2015)
- « Sé télé an nou !» (depuis 2016)

## Organisation

### Dirigeants
Présidents Directeurs généraux :
- Michel Rodriguez : 1986 - 2010
- Lisa Rodriguez

Rédacteur en chef :
- Céline Rodriguez

### Capital
Canal 10 est éditée par Canal 10 Guadeloupe Télévision SARL, société immatriculée le 4 mai 1998 au registre du commerce et des sociétés de Pointe-à-Pitre sous le numéro B 419 269 741. Son capital est de 53 357,16 € détenu à 50 % par Liza Rodriguez, à 25 % par Odile Leoture et à 25 % par Jean-Marie Moralez.
La société a signé une convention avec le Conseil régional de la Guadeloupe lui permettant de recevoir des aides financières de cette institution publique. Le reste de ses ressources provient de sa régie publicitaire qui diffuse des annonces exclusivement locales.

## Télévision numérique terrestre
| Canal | Video | Aspect | Programmation |
| ----- | ----- | ------ | ------------- |
| 3     | 576i  | 16:9   | Canal 10      |

## Programmes
Canal 10 n'achète aucun programme et produit toutes ses émissions grâce à un réseau d'informateurs, des reportages et des plateaux parfois improvisés[réf. souhaitée].
En 2003, elle a produit 5 475 heures d'émissions en plateau et de débats (79 %) et 1 460 heures de journaux d'information locale (21 %).

## Diffusion
Canal 10 fut diffusée sur le canal analogique hertzien UHF SÉCAM K' 39 H de l'émetteur de la citerne à Basse-Terre jusqu'au 29 novembre 2011 vers 10 h, date du passage définitif de la Guadeloupe au tout numérique terrestre.
Canal 10 est aujourd'hui diffusée dans le département de la Guadeloupe sur le troisième canal du multiplex ROM1 de la TNT sur douze émetteurs TDF (Basse-Terre La citerne sur le canal 36, Bouillante Village sur le canal 25, Deshaies Piton Sainte-Rose sur le canal 40, Deshaies Pointe Ferry sur le canal 36, Petit-Bourg Morne-à-Louis sur le canal 48, Pointe-à-Pitre Arnouville sur le canal 25, Saint-Claude Matouba sur le canal 26, Vieux-Habitants Morne Claire Fontaine sur le canal 30, Vieux-Habitants Morne Surelle sur le canal 37, Capesterre-de-Marie-Galante Le Haut du Morne sur le canal 37, La Désirade Morne Cybèle sur le canal 37 et Les Saintes Château d'eau sur le canal 21) au standard UHF PAL MPEG-4 et au format 16/9 SDTV depuis le 30 novembre 2010.
Elle est aussi diffusée par satellite sur Canalsat Caraïbes et la TV d'Orange Caraïbe, par câble sur Numericable, par télévision IP sur Box Mediaserv, OnlyBox et en France Métropolitaine sur Freebox TV depuis février 2011 et sur Bouygues Telecom.
Elle peut enfin être suivie partout dans le monde en streaming vidéo sur son site Internet.